# Campeonato Alemão de Voleibol Feminino
O  Campeonato Alemão de Voleibol Feminino  é a principal competição de clubes de voleibol feminino da Alemanha.O torneio, chamado de Bundesliga, das duas primeiras divisões (A1 e A2) é organizado pela Federação Alemã de Voleibol  em alemão: Deutsche Volleyball-Verband (DVV).

## Histórico
A primeira edição organizada Deutsche Volleyball-Verband (DVV) edição foi realizada na temporada 1957 e após a unificação do país continua sendo a entidade organizadora

## Associação Esportiva Alemã de Voleibol
Antes da unificação da Alemanha a Associação Esportiva Alemã de Voleibol Deutscher Sportverband Volleyball (DSV) organizou O torneio nacional de 1951 a 1991. :

## Edição atual
A Divisão II chamada de 2.Bundesliga  garante ao campeão e vice-campeão a promoção a elite nacional da Alemanha